# 小行星6077
小行星6077（英語：6077 Messner）是一颗围绕太阳公转的小行星。1980年10月3日，茲丹卡·瓦弗洛娃在克列特发现了此天体。
这颗小行星的绝对星等为321.43486等。